# Lamina propria
Als Lamina propria (lat. „Eigenschicht“) bezeichnet man eine unter Epithelien anzutreffende Schicht aus Bindegewebe. Eine Lamina propria besitzen:
- Schleimhäute, hier als Lamina propria mucosae bezeichnet. Sie stellt die Trägerschicht des Epithels dar.[1]
- Tunica serosa (Peritoneum, Pleura), hier als Lamina propria serosae bezeichnet.[2]
- Gelenkkapsel (deren Membrana synovialis): hier als Lamina propria synovialis bezeichnet. Es ist ein lockeres zellreiches Bindegewebe, in das Fettzellen eingelagert sind.[3]
- Trommelfell, im Bereich der Pars tensa liegt eine Lamina propria;  eine dieser bindegewebigen Faserschichten hat einen radiären Verlauf, Stratum radiatum, und die andere ist zirkulär angeordnet, Stratum circulare.[4]

In der Lamina propria liegen Blutgefäße, Lymphgefäße und Nerven. In manchen Schleimhäuten finden sich hier auch Drüsen (z. B. Mundschleimhaut, Magen, Zwölffingerdarm). Nur in der Wand der Speiseröhre und des Magen-Darm-Trakts ist in die Lamina propria eine Schicht aus glatter Muskulatur eingelagert, die Lamina muscularis mucosae. In der Lamina propria der Nasenschleimhaut liegen erweiterte Venen (venöse Sinus). Zudem bilden Plasmazellen in der Lamina propria von Schleimhäuten Immunglobulin A, welches der Immunabwehr dient.